# Soprano Home Movies
"Soprano Home Movies" é o décimo terceiro episódio da sexta temporada da série dramática The Sopranos. Ele é o décimo oitavo episódio geral da série e o primeiro da segunda parte da sexta temporada. "Soprano Home Movies" foi escrito por Diane Frolov e Andrew Schneider, produtores supervisores, David Chase, criador e produtor executivo de The Sopranos, e Matthew Weiner, produtor executivo, sendo dirigido por Tim Van Patten. Ele foi exibido pela primeira vez nos Estados Unidos em 8 de abril de 2007 pela HBO.
"Soprano Home Movies" se passa oito meses depois de "Kaisha", episódio anterior, e detalha um fim de semana em que Tony Soprano e sua esposa Carmela passam com sua irmã Janice e seu cunhado Bobby Baccalieri numa casa no lago no norte de Nova Iorque, e as complicações que aparecem durante esse período.
As cenas da casa no lago foram gravadas no Vale Putnam, no estado de Nova Iorque. "Soprano Home Movies" foi assistido por 7,66 milhões de telespectadores durante sua primeira exibição. A recepção da crítica foi positiva, que elogiou o episódio por sua história calma e contemplativa. Ele foi indicado a três Primetime Emmy Awards.

## Enredo
No inverno de 2004, um adolescente testemunha a prisão de Johnny Sack e logo em seguida Tony Soprano jogando fora sua pistola enquanto foge. O adolescente pega a arma e acidentalmente dispara um tiro, levando-o de volta para sua casa.
Três anos depois, em agosto de 2007, as autoridades do Condado de Essex, Nova Jérsei, prendem Tony por porte de arma depois do testemunho do adolescente, que foi preso por porte de drogas no seu carro. Tony passa um curto período preso antes de seu julgamento; seu advogado Neil Mink facilmente consegue sua liberação. No Brooklyn, é realizada um festa para Phil Leotardo, que recentemente saiu do hospital depois de ficar alguns meses internado por um ataque cardíaco.
Tony volta para casa. Mais tarde, ele e Carmela viajam para a casa no lago de Janice e Bobby Baccalieri no norte de Nova Iorque para comemorar seu aniversário de 47 anos. Tony e Bobby se aproximam e eles praticam tiro ao alvo no bosque com uma AR-10 customizada. Bobby presenteia Tony com a arma. Os dois relaxam enquanto pescam no lago. Tony começa a falar sobre o fato de Bobby nunca ter matado alguém na vida, comparando-o com Bobby Baccalieri, Sr., que era conhecido como o "Exterminador". Bobby diz que chegou bem perto de matar alguém, mas seu pai nunca quis isso para ele. Em North Caldwell, A.J. usa o quarto de seus pais para entreter sua namorada, também trazendo amigos para uma festa na casa enquanto seus pais viajam.
Tony, Carmela, Bobby e Janice comemoram o aniversário de Tony com karaokê, bebidas e jogando Monopoly. Eles começam a discutir sobre as regras de comprar casas no jogo. Contra a vontade de Tony, Janice contam uma história de seus pais; a tensão chega ao máximo e Tony comenta a aparência de Janice e seu passado de promiscuidade. Bobby perde a paciência, acerta Tony no rosto e os dois começam a brigar; a luta termina com Tony machucado e ensanguentado no chão. Janice impede que Bobby continue a bater no seu chefe. Bobby, em pânico, corre para fora e tenta fugir no seu carro, porém bate em uma árvore. Ele volta e se desculpa; logo em seguida os dois casais vão para a cama. Tony acorda no meio da noite e fala para os assustados Janice e Bobby que ele foi derrotado numa luta justa. No dia seguinte os casais parecem ter feito as pazes, porém o orgulho toma conta de Tony e ele fica cada vez mais obssecado por ter perdido a luta, fazendo comentários com todos.
Tony e Bobby partem para um encontro de negócios previamente marcado com dois naturais de Quebec que desejam vender remédios com prazo de validade vencido. Como parte do acordo, Tony concorda em assassinar o antigo cunhado de um dos homens. Ele pede para Bobby realizar o serviço em uma tentativa óbvia de se vingar por ter perdido a briga. De volta na chácara, Carmela e Tony voltam para casa e Bobby parte para Montreal, onde o homem vive. Ele encontra seu alvo na lavanderia de um prédio de apartamentos e o mata com dois tiros.
Em casa, Tony assiste um filme caseiro que Janice lhe deu de presente. Mink telefona, informando que a acusação do porte de armas foi abandonada pela polícia do Condado de Essex, mas foi pega pelo FBI. Bobby volta para sua chácara, pega sua filha e olha para o lago enquanto o Sol se põe.

## Produção
"Soprano Home Movies" foi escrito por quatro dos cinco roteiristas da sexta temporada de The Sopranos: os produtores supervisores Diane Frolov e Andrew Schneider, o criador e showrunner David Chase e o produtor executivo Matthew Weiner, que havia sido promovido de seu posto anterior de co-produtor executivo antes do início da produção deste episódio. Os quatro desenvolveram a história junto com o produtor executivo e co-showrunner Terence Winter.
Após um hiato de seis meses, "Soprano Home Movies" foi o primeiro dos últimos nove episódios da sexta temporada a ser produzido. Em preparação para as gravações, Chase realizou vários ensaios com os atores principais.
As cenas que se passam na casa no lago foram gravadas durante um período de duas semanas em junho de 2006 no Vale Putnam, Nova Iorque. Cenas interiores adicionais foram feitas seis meses depois no Silvercup Studios, onde foi construída dentro de um estúdio uma réplica da chácara. O lago visto no episódio é o Lago Oscawana. As cenas em que Tony e Bobby pescam foram gravadas em locação no lago, porém muito mais perto da margem do que o episódio faz parecer. As cenas que se passam em Montreal foram na verdade filmadas em Clinton Hill, Brooklyn. As cenas que acontecem em Nova Jérsei e na casa dos Soprano foram gravadas em locação no Condado de Essex e também no Silvercup Studios. Enquanto a cena da luta entre Bobby e Tony era filmada no estúdio, Steve Schirripa acidentalmente deu uma cabeçada em James Gandolfini. A cena havia sido coreografada, mas Gandolfini não moveu-se em tempo. Seu nariz ficou ensanguentado, mas não quebrou. A verdadeira cabeçada foi mantida no corte final do episódio.

## Repercussão

### Audiência
"Soprano Home Movies" foi exibido pela primeira vez pela HBO nos Estados Unidos em 8 de abril de 2007, atraindo 7.66 milhões de telespectadores. A estimativa foi feita pela Nielsen Ratings. Essa foi uma queda significativa em relação a "Members Only", o episódio de estreia da temporada, que foi assistido por 9.47 milhões de pessoas. Também foi a estreia de menor audiência de The Sopranos desde a segunda temporada, quando "Guy Walks into a Psychiatrist's Office..." atraiu aproximadamente os mesmos números, 7.64 milhões.